# Obcy przybysze
Obcy przybysze (oryg. Alien Nation) – film z 1988 roku w reżyserii Grahama Bakera.

## Obsada
- James Caan – Detektyw Sierżant Matthew Sykes
- Mandy Patinkin – Detektyw Samuel Francisco
- Terence Stamp – William Harcourt
- Kevyn Major Howard – Rudyard Kipling
- Leslie Bevis – Cassandra
- Peter Jason – Fedorchuk
- George Jenesky – Quint
- Jeff Kober – Josh Strader